# کرامرود (آرکانزاس)
کرامرود (به انگلیسی: Crumrod) یک منطقهٔ مسکونی در ایالات متحده آمریکا است که در شهرستان فیلیپس، آرکانزاس واقع شده‌است. کرامرود ۴۹٫۰۷ متر بالاتر از سطح دریا واقع شده‌است.